# John McLean
För andra betydelser, se John McLean (olika betydelser).
John McLean, född 11 mars 1785 i Morris County, New Jersey, död 4 april 1861 i Cincinnati, Ohio, var en amerikansk jurist och politiker (demokrat-republikan). Han representerade delstaten Ohios första distrikt i USA:s representanthus 1813–1816. Han var chef för postverket (Postmaster General) 1823–1829 och domare i USA:s högsta domstol från 1829 fram till sin död.
McLean studerade juridik och inledde 1807 sin karriär som advokat i Lebanon, Ohio där han dessutom grundade veckotidningen Western Star. McLean tillträdde 1813 som kongressledamot, avgick 1816 och efterträddes av William Henry Harrison.
McLean tjänstgjorde som domare i Ohios högsta domstol 1816–1822 och efterträdde 1823 Return J. Meigs som chef för postverket. Han efterträddes 1829 av William T. Barry som fick även uppdraget som postminister i Andrew Jacksons kabinett. Den nya ministerposten behölls på kabinettnivå fram till 1971. President Jackson utnämnde den 6 mars 1829 McLean till USA:s högsta domstol och utnämningen godkändes i senaten den 7 mars. McLean avled 1861 i ämbetet efter 32 års tjänstetid och Noah Haynes Swayne, hans efterträdare i domstolen, tillträdde den 24 januari 1862.
McLean var metodist och han gravsattes på Spring Grove Cemetery i Cincinnati.